# Rehema Kabera
Pour les articles homonymes, voir Kabera.
Rehema Kabera, née le 16 décembre 1986, est une karatéka rwandaise.

## Carrière
Rehema Kabera, membre de l'équipe du Rwanda de karaté à partir de 2008, est médaillée de bronze en kumite dans la catégorie des moins de 50 kg aux championnats d'Afrique 2012 à Rabat.